# Gabriel Cordier
Gabriel Cordier (1865-1934) était un personnage central de l'électricité française[évasif] au début du XXe siècle. Il a dirigé de 1902 jusqu’à sa mort l’Énergie électrique du littoral méditerranéen (EELM), société qui s’est longtemps identifiée à lui. Il fut régent de la Banque de France entre 1921 et 1934.

## Biographie
Né en 1865 à Saint-Genis-Laval (Rhône), polytechnicien, ingénieur des ponts et chaussées, il est ingénieur des arts et manufactures et industriel pour diverses sociétés. Il débute par des travaux dans les ports de Toulon puis est muté à Marseille, pour y exercer les mêmes fonctions, en 1893, et y retrouve son camarade de promotion Charles Rebuffel, autre ingénieur des ponts et chaussées, qui prendra la direction de la société des Grands travaux de Marseille entre 1917 et 1939.
En 1899, il est nommé ingénieur des Chemins de fer de la Ceinture de Paris, puis ingénieur en chef de l’exploitation des Chemins de fer de l’Ouest. Dès 1900, il devient président de la Chambre syndicale des forces hydrauliques. Puis il prend la direction en 1902 de la société Énergie électrique du littoral méditerranéen (EELM). Le réseau électrique provençal bénéficie alors d’un très fort développement sous son impulsion. La première petite usine comprenait à ses débuts deux moteurs thermiques à gaz pauvre, alimentés par un gaz spécial produit à l'usine même, obtenu en insufflant dans des fours appelés gazogènes, un mélange de vapeur d'eau et d'air surchauffés au charbon. Très vite, il se rapproche du futur ministre Louis Loucheur, fondateur avec Alexandre Giros du groupe Girolou qui fonctionnait comme une holding et deviendra la Société générale d'entreprises, destinée, entre autres, à réaliser les travaux pour le compte des sociétés électriques dont ils étaient associés ou actionnaires.
Les Grands travaux de Marseille aménagent pour la société de Gabriel Cordier diverses centrales hydro-électriques constituant le réseau, sur la Durance, décrites dans la presse de l’époque. Il travaille sur les débouchés commerciaux, pour ne pas dépendre simplement des concessions de rivières. Dès 1907, l’EELM détient 4 usines hydro-électriques et 5 usines électriques à vapeur. Parallèlement, il fonde la Revue générale de l’électricité (1916) dont il va présider le conseil d’administration pendant des années.
L’EELM est le principal producteur d'électricité dans le sud-est et elle réédite sa conquête en entrant au capital de la Société d’éclairage électrique de Bordeaux dont Gabriel Cordier devient administrateur en 1906.
Gabriel Cordier sera aussi président l'Union des syndicats de l'électricité et de l'Union des industries métallurgiques et minières, car il a été président de la Société nouvelle des usines de la Chaléassière. Administrateur d’Alais, Froges et Camargue, qui devient Pechiney en 1916, il en prend la présidence en 1918. À la fin des années 1910, il prend du recul par rapport à la gestion de l’EELM  et entre en 1919 au conseil de la Compagnie des chemins de fer de Paris à Lyon et à la Méditerranée (PLM) dont il sera le président à partir de 1925.
Sa société ayant permis les essais du PLM avant-guerre, il est désigné en 1920, président du Comité d'étude pour l'électrification des chemins de fer, créé en novembre 1918 . Il devient régent de la Banque de France en 1921, puis administrateur de Thomson-Houston – entreprise qu’il connaît depuis 25 ans pour ses liens financiers étroits avec l’EELM – en 1924 et vice-président dès 1925. En 1926, on le retrouve administrateur de la Compagnie du canal de Suez. En 1928, un relevé dans l’Annuaire Chaix des sociétés par actions permet de recenser 13 autres fonctions. Il a en particulier été administrateur de nombreuses sociétés comme la Compagnie nationale du Rhône et Bordeaux-Midi.
Gabriel Cordier est décédé à Salies-de-Béarn (Pyrénées-Atlantiques) le 14 avril 1934. Son fils Ernest Cordier, trois ans après la mort de son père, prend sa succession au conseil d’administration de l’Énergie électrique du littoral méditerranéen avant d’en devenir le PDG de 1941 à la nationalisation. En 1960, il prend à son tour à la présidence de Thomson.